# Microscena alpina
Microscena alpina är en fjärilsart som beskrevs av Waterhouse 1928. Microscena alpina ingår i släktet Microscena och familjen juvelvingar. Inga underarter finns listade i Catalogue of Life.